# Mokuma Kikuhata
Mokuma Kikuhata (菊畑 茂久馬, Kikuhata Mokuma) est un peintre japonais du XXe siècle né le 5 mars 1935 à Nagasaki dans la préfecture de Fukuoka et mort le 21 mai 2020 à Fukuoka.

## Biographie
Kikuhata est peintre, Graveur et décorateur. Il étudie à l'École supérieure préfectorale de Fukuoka de 1950 à 1953. Il participe à de nombreuses expositions de groupe, parmi lesquelles Aventure de l'art japonais au Musée national d'art moderne de Tokyo en 1961, Peintures et Sculptures contemporaines du Japon au musée d'Art moderne de New York en 1965, Centre culturel de Fukuoma en 1967, Musée d'Art municipal de Kitakyūshū en 1976, Musée national d'art moderne de Tokyo en 1981-1982, Musée préfectoral des Beaux-Arts de Gunma en 1984, Musée d'Art moderne de New Delhi, Musée national d'art moderne de Tokyo, et Musée d'Art moderne d'Oxford en 1985, Centre Georges Pompidou à Paris (Le Japon des avant-gardes 1910-1970) en 1986, Musée national d'art moderne de Tokyo en 1989-1990.
Ses premières expositions personnelles remontent à 1962, à Tokyo. Depuis 1962, des expositions personnelles lui sont régulièrement consacrées dans différentes villes du Japon. En 1964, il reçoit le prix Stralem à l'Exposition internationale des jeunes artistes à Tokyo. En 1965, il obtient le prix à la deuxième Exposition d'art contemporain du musée de Nagaoka. Il évolue d'un géométrisme abstrait très décoratif à l'hyperréalisme. On lui doit la décoration intérieure de la centrale électrique de la préfecture de Kanagawa, exécutée en 1964. Certaines de ses œuvres sont conservées au musée d'Art moderne de New York.
Il décède le 21 mai 2020 d'une pneumonie, à l'âge de 85 ans.